# Туркмены в Пакистане
Туркмены в Пакистане — один из тюркских по происхождению народов Исламской Республики Пакистан. Общая численность — свыше 6 тыс. человек. Состоят преимущественно из беженцев из Туркменистана в Афганистан после Октябрьской революции 1917 года, а затем из Афганистана в соседний Пакистан после нестабильности во время советского вторжения в Афганистан. 

## Ковроткачество
Туркмены в Пакистане являются пионерами в значительной степени успешной и уважаемой ковровой промышленности. Чтобы заработать на жизнь, многие взяли на себя роль производитель туркменских ковров, которые пользуются большим спросом как внутри страны, так и за ее пределами. В туркменской культуре ковроткачество — традиция, восходящая к кочевникам; сегодня торговля является основным источником средств к существованию и экономических возможностей для общества. Те, кто работает в этой отрасли, отправляются пакистанскими оптовиками, которые предоставляют дизайны и модели с оплатой от 2000 до 3000 рупий за квадратный метр. Работая каждый день с раннего утра до позднего вечера, один человек обычно может произвести квадратный метр в течение месяца. Этот бизнес превратил туркменские села в гигантские потогонные мастерские. Многие туркмены заявляют, что их экономическое положение лучше, чем около миллиона афганских беженцев в Пакистане.

## Современное положение
Большинство туркмен живут в северных частях страны; город Бабу, недалеко от Пешавара, является крупнейшим поселенческим лагерем. Земля, на которой они живут, предоставлена пакистанским правительством, и много лет назад они получили международную помощь для строительства своих домов; однако условия жизни иногда описывались как негативные из-за небольшого количества линий электропередач и затрудненного доступа к воде. Многие беженцы также не имеют средств для аренды полей и выращивания сельскохозяйственных культур на близлежащих сельскохозяйственных угодьях.
Значительная часть туркменских иммигрантов в Пакистане изначально были афганскими гражданами, мигрировавшими в страну менее двух десятилетий назад. Перепись 2005 года показала, что только в провинции Белуджистан проживало более 6000 афганских туркмен, и в целом они составляли 0,8% местного афганского населения.